# Нова Кірга
Нова Кірга́ (рос. Новая Кирга, башк. Яңы Кирге) — присілок у складі Янаульського району Башкортостану, Росія. Входить до складу Сандугачівської сільської ради.
Населення — 51 особа (2010; 73 у 2002).
Національний склад:
- удмурти — 97 %